# Alejo V de Trebisonda
Alejo V de Trebisonda o Alejo V Gran Comneno (en griego: Αλέξιος Δ΄ Μέγας Κομνηνός, Alexios V Megas Komnēnos; 1455-1 de noviembre de 1463) fue emperador de Trebisonda durante unas horas el 22 de abril de 1458.

## Biografía
Alejo Gran Comneno nació en 1455. Era el único hijo del coemperador Alejandro Gran Comneno y su esposa María Gattilusio. Fue nombrado déspota (equivalente al título de César en el antiguo Imperio romano) desde su nacimiento y sucedió a su tío Juan IV Gran Comneno a la edad de cuatro años el 22 de abril de 1458. Inmediatamente después de la muerte de su tío, fue destronado por su otro tío David Gran Comneno.
El nuevo emperador perdonó la vida del joven Alejo. El 15 de agosto de 1461, el Imperio de Trebisonda fue definitivamente conquistado por el sultán otomano Mehmed II pero Alejo, como los demás miembros de la familia imperial, permaneció con vida.
Sin embargo, en 1463, su tío fue acusado de conspirar contra el estado y se le condenó a muerte. Alejo también fue ejecutado y su cuerpo arrojado a la naturaleza el 1 de noviembre de 1463. Su tía Helena Cantacucena, que sobrevivió, lo enterró en secreto con el resto de su familia.